# Sarpedonte (figlio di Poseidone)
Sarpedonte era figlio di Poseidone e fratello di Poltide, re di Eno, in Tracia. Infastidì Ercole, ospite del fratello, e fu da lui ucciso sulla spiaggia di Eno con un  colpo di freccia.